# Qatargas
Qatargas es una empresa catarí, la compañía del sector del gas natural licuado (GNL) más grande del mundo. Anualmente produce y suministra 42 millones de toneladas métricas de GNL a través de sus cuatro empresas (Qatargas 1, Qatargas 2, Qatargas 3 y Qatargas 4) en todo el mundo. Tiene su sede en Doha y mantiene sus activos en Ras Laffan. El gas natural es suministrado a los trenes de GNL de Qatargas desde el enorme yacimiento de North Dome, el yacimiento de gas más grande del mundo. Junto con RasGas, alcanzó una producción récord de GNL de 77 millones de toneladas al año en diciembre de 2010.